# Pojišťovna Patricie
Pojišťovna Patricie a. s. (do 21. prosince 2019 Generali Pojišťovna a.s.) je pojišťovací ústav působící v České republice.
Roku 2019 převzala většinu jejich pojistných smluv Česká pojišťovna, která pokračuje pod názvem Generali Česká pojišťovna. 

## Historie
Pobočka Assicurazioni Generali byla v Praze založena v roce 1832. V roce 1920 začalo zdejší působení pojišťovny Moldavia Generali a v roce 1939 se tato společnost sloučila s další pojišťovnou Sekuritas. Generali u nás úspěšně působila až do roku 1945, kdy došlo dekretem prezidenta republiky ke znárodnění soukromých pojišťoven. 
Pojišťovna Generali se do České republiky vrátila v roce 1993. Jako akciová společnost působí od ledna 1995, kdy došlo ke změně právního statutu. Organizační složka mezinárodního pojišťovacího koncernu Erste Allgemeine Versicherungs-AG se transformovala do Generali Pojišťovna a.s. K 1. lednu 2003 došlo k převzetí pojišťovny Zürich. Další klíčovou událostí byl vstup pojišťovny Generali do mezinárodního pojišťovacího gigantu Generali PPF holding v roce 2008. V lednu 2013 se zástupci skupin Generali a PPF  dohodli na odkupu minoritní části Generali PPF Holdingu ve dvou fázích. V lednu 2015 Skupina Generali dokončila odkup zbývající části akcií Generali PPF Holdingu. Na základě této akvizice se holdingová společnost pro region střední a východní Evropy přejmenovala na Generali CEE Holding B.V.

## Spojení s Českou pojišťovnou
V září 2019 byla oznámeno, že aktivity společnosti převezme Česká pojišťovna. 
Převod pojistného kmene byl schválen Českou národní bankou. Česká pojišťovna má nový název Generali Česká pojišťovna. Nové logo obsahuje znak Generali a nový název Generali Česká pojišťovna. 